# Ministrowie edukacji Irlandii Północnej
Ministerstwo Edukacji (en. Department of Education, ga. An Roinn Oideachais) odpowiada na szczeblu centralnym za edukację i inne powiązane z nią sprawy na terenie Irlandii Północnej, z wyjątkiem szkolnictwa wyższego.

## Ministrowie edukacji

### Lata 1921-1972
| Minister                                            | Czas urzędowania                       |
| --------------------------------------------------- | -------------------------------------- |
| Charles Vane-Tempest-Stewart, 7. markiz Londonderry | 7 czerwca 1921 - 8 stycznia 1926       |
| James Caulfeild                                     | 8 stycznia 1926 - 13 października 1937 |
| John Hanna Robb                                     | 1 grudnia 1937 - 6 maja 1943           |
| Robert Corkey                                       | 6 maja 1943 - 21 marca 1944            |
| Samuel Hall-Thompson                                | 21 marca 1944 - 12 stycznia 1950       |
| Harry Midgley                                       | 12 stycznia 1950 - 17 maja 1957        |
| William May                                         | 17 maja 1957 - 12 marca 1962           |
| Ivan Neill                                          | 12 marca 1962 - 22 lipca 1964          |
| Herbert Kirk                                        | 22 lipca 1964 - 2 kwietnia 1965        |
| William Fitzsimmons                                 | 2 kwietnia 1965 - 7 października 1966  |
| William Long                                        | 7 października 1966 - 19 grudnia 1968  |
| William Fitzsimmons                                 | 19 grudnia 1968 - 12 marca 1969        |
| Phelim O'Neill                                      | 12 marca 1969 - 3 maja 1969            |
| William Long                                        | 3 maja 1969 - 30 marca 1972            |

### Lata po 1998 r.
| Minister          | Czas urzędowania                         |
| ----------------- | ---------------------------------------- |
| Martin McGuinness | 29 listopada 1999 - 14 października 2002 |
| Caitríona Ruane   | 8 maja 2007 -                            |